# Nagy-homoksivatag

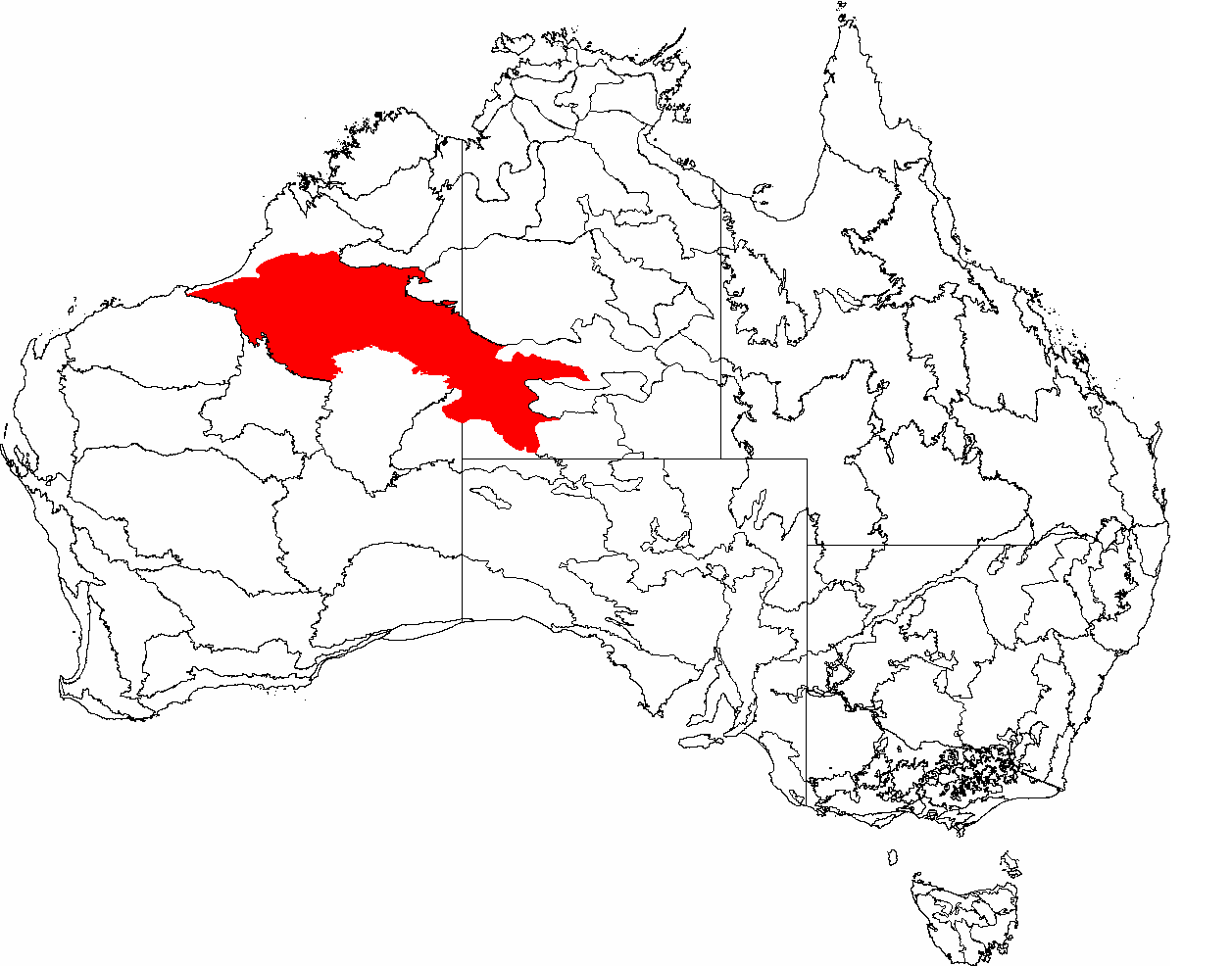
A sivatag az egyik „IBRA” régiót alkotja Ausztráliában

A Nagy-homoksivatag (angolul Great Sandy Desert) Ausztrália nyugati részén található. Nyugat-Ausztrália északkeleti részén kezdődik, Pilbara és a Kimberley régiók területén, és átnyúlik az Északi terület délnyugati részére. 284 993 km²-es területével a Nagy-Viktória-sivatag után a második legnagyobb kiterjedésű sivatag a kontinensen. A Gibson-sivatag tőle délre, a Tanami-sivatag tőle keletre található.

## Földrajz

### Geomorfológia

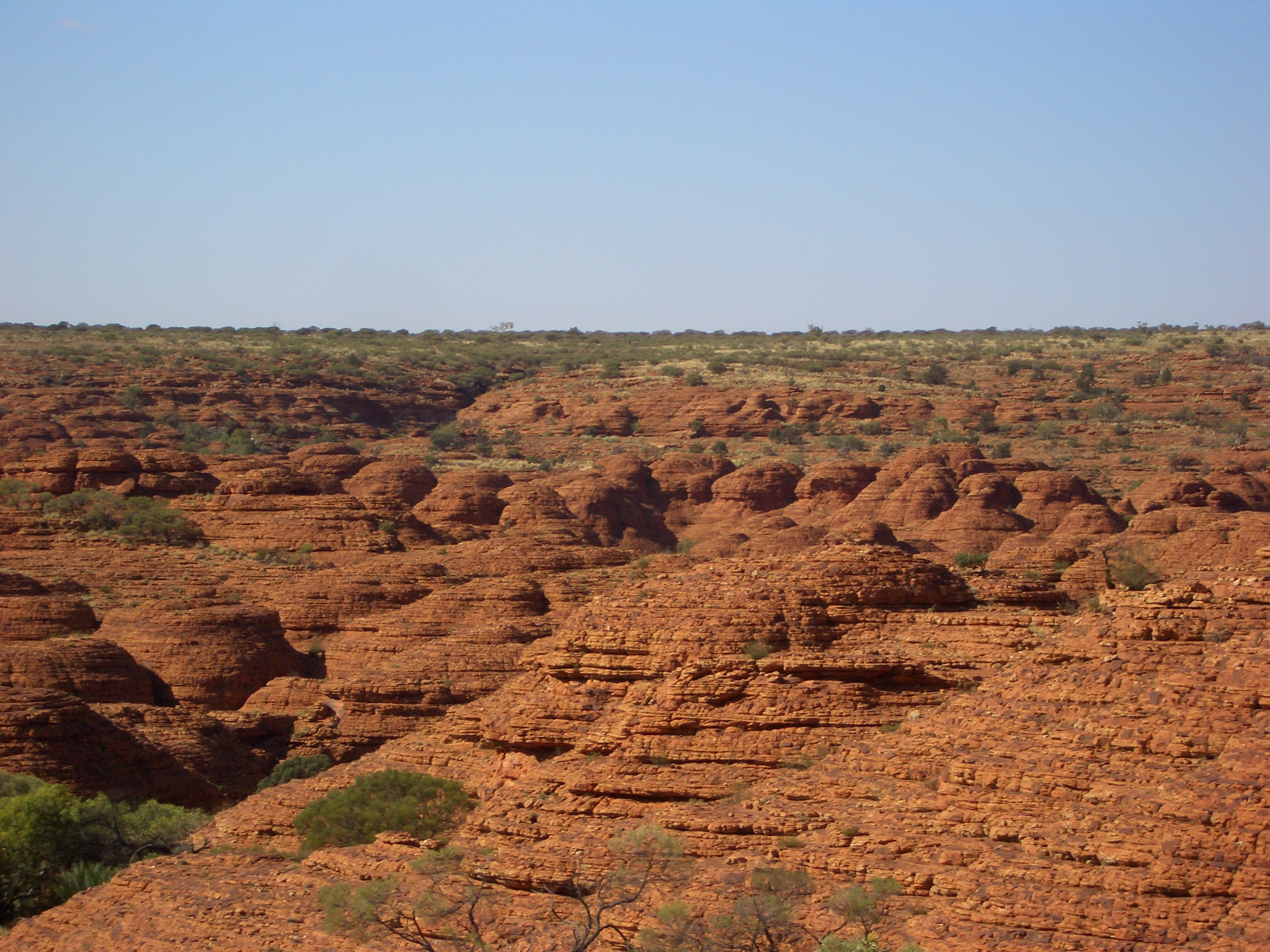
Eróziós formák a Kings Canyon közelében

A Nagy-homoksivatagban kiterjedt úgynevezett ergek találhatóak, valamint gyakran előfordulnak hosszúkás formájú homokdűnék is. A Wolfe Creek-meteoritkráter északnyugatra helyezkedik el a sivatagtól.

### Éghajlat
A part menti területeken és messze északon kevesebb csapadék hullik. A Kimberley környéki területeken az éves csapadékmennyiség 300 mm körül alakul, de a csapadék rendkívül egyenetlen eloszlású. Sokszor előfordul, hogy több száraz évet követően trópusi ciklonok monszunszerű esőzéseket hoznak. A többi ausztrál sivataghoz hasonlóan, itt is viszonylag sok eső hullik, még a legszárazabb területeken is ritkán csökken 250 mm alá az éves csapadékmennyiség. A nagy mértékű párolgás semlegesíti a sivatagban megszokottnál nagyobb mennyiségű eső hatását. A terület hőmérsékleti eloszlása utat nyit az északnyugat felől érkező monszunesők számára. Szinte minden csapadék, amely errefelé hullik, monszunesőből származik. 
A területen átlagosan 20-30 napon fordulhat elő egy évben esőt hozó vihar kialakulása. Ugyanakkor Kimberley környékén, akár évi 30-40 vihar is kialakulhat. 
A nyári nappali középhőmérsékletek a legmelegebbek közé tartoznak egész Ausztráliában.
A hőmérsékleti adatok, a hőmérsékleti szélsőségek és a csapadékadatok 1974-2013 között az alábbiak szerint alakultak:
| Hónap                         | Jan. | Feb. | Már. | Ápr. | Máj. | Jún. | Júl. | Aug. | Szep. | Okt. | Nov. | Dec. | Év   |
| ----------------------------- | ---- | ---- | ---- | ---- | ---- | ---- | ---- | ---- | ----- | ---- | ---- | ---- | ---- |
| Rekord max. hőmérséklet (°C)  | 48,1 | 47,1 | 45,1 | 41,2 | 38,0 | 33,9 | 33,4 | 36,0 | 41,3  | 44,1 | 46,0 | 47,5 | 48,1 |
| Átlagos max. hőmérséklet (°C) | 40,6 | 38,6 | 37,3 | 34,5 | 29,1 | 25,3 | 25,3 | 28,4 | 32,7  | 37,0 | 39,4 | 40,2 | 34,0 |
| Átlagos min. hőmérséklet (°C) | 26,0 | 25,4 | 23,9 | 20,6 | 15,3 | 11,9 | 10,6 | 12,5 | 16,5  | 20,8 | 23,4 | 25,4 | 19,3 |
| Rekord min. hőmérséklet (°C)  | 17,2 | 17,7 | 14,4 | 11,5 | 5,6  | 2,1  | 3,0  | 2,5  | 6,2   | 10,5 | 13,0 | 16,5 | 2,1  |
| Átl. csapadékmennyiség (mm)   | 49   | 103  | 77   | 20   | 19   | 12   | 13   | 5    | 3     | 3    | 17   | 47   | 367  |
| Forrás: Bureau of Meteorology |      |      |      |      |      |      |      |      |       |      |      |      |      |

## Állat- és növényvilág
A homoksivatagban elsősorban a Triodia fűfélék fordulnak elő. Az állatvilágot az elvadult egypúpú tevék, a dingók, a varánuszfélék alkotják elsősorban. Egyéb állatfajok még, amelyek itt élnek: erszényesnyúlfélék, egérfélék, erszényesvakondok, bolyhos nyúlkenguruk (Lagorchestes hirsutus), tüskés ördögök, szakállasagámák és a vörös óriáskenguruk. 
A madarakat a kéksapkás papagáj, a sokszínű papagáj, illetve a vörösmellű fűpapagáj képviseli. 
A sivatag az egyik Interim Biogeographic Regionalisation for Australia  régiót alkotja. 

## Története

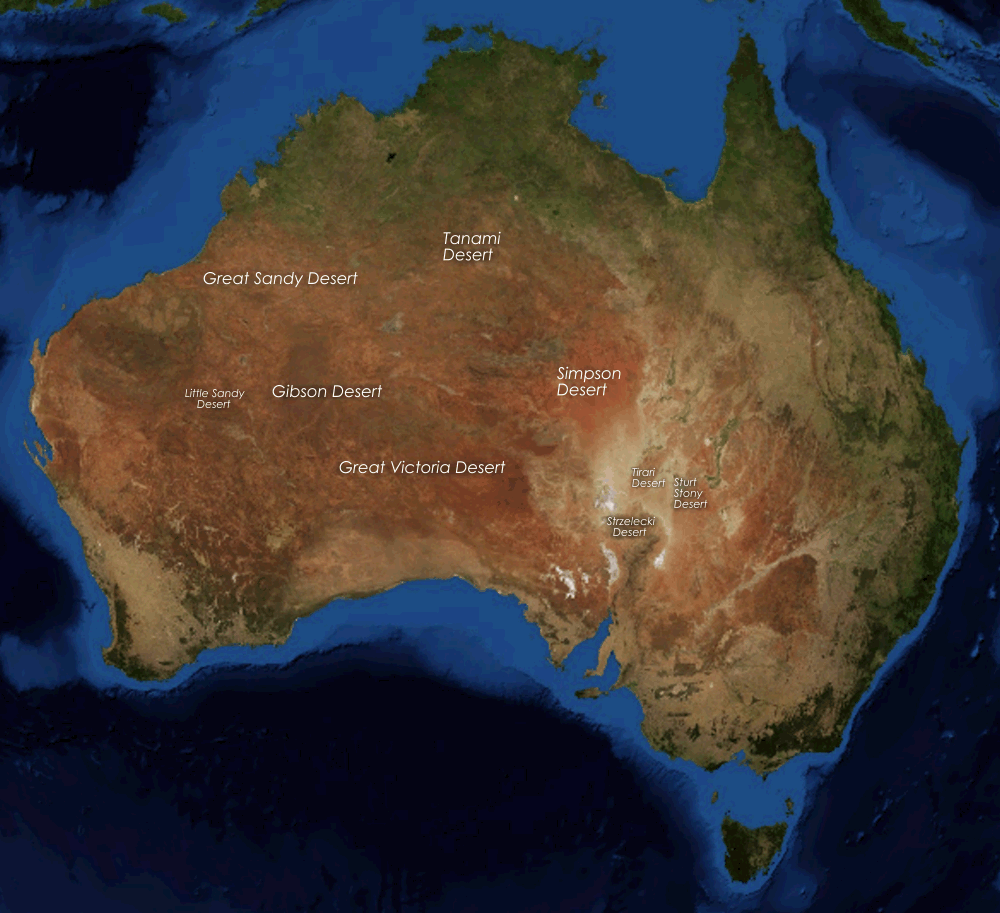
Ausztrália sivatagjainak elhelyezkedése a kontinensen

Az első európai, aki átkelt a sivatagon, az Peter Warburton volt.
Ő Alice Springsből indult 1873 áprilisában és a De Gray Stationre érkezett meg 1874 januárjában. Warburton éhezve és fél szemére vakon került elő a sivatagból.

## Népesség
A sivatag eléggé gyéren lakott terület. Elsősorban ausztrál őslakos közösségekben és bányászati központokban csoportosul az itt élő lakosság. Az őslakosok két csoportra bonthatóak: a martuk nyugaton, míg a pintupi népcsoport keleten él. Nyelvészeti szempontból mindkét csoport a nyugati sivatagi nyelveket használja. Az őslakosok többségét a huszadik században erőszakkal távolították el innét, és új településeket hoztak nekik létre, ilyen például Papunya az Északi területen. Az utóbbi években néhány bennszülött visszatért a sivatagi életmódjához. 
A fiatalabb korosztályt képviselő őslakos ausztrálok részt vehetnek a kultúrájukat fejlesztő és szokásaikat továbbvivő Wilurarra Creative programban.

## Gazdaság
Az ausztrál őslakosok művészete és az általuk előállított kézműves használati és dísztárgyak készítése alkotja az ipar gerincét Közép-Ausztráliában. A legfontosabb bányák a Tefler aranybánya és a Nifty rézbánya. Az északi vidékeken szarvasmarha-tenyésztés is segíti a megélhetést. A kiépítetlen Kintyre uránbánya a Teflertől délre található.

## Fordítás
Ez a szócikk részben vagy egészben  a   Great Sandy Desert című angol Wikipédia-szócikk ezen változatának fordításán alapul.  Az eredeti cikk szerkesztőit annak laptörténete sorolja fel. Ez a jelzés csupán a megfogalmazás eredetét és a szerzői jogokat jelzi, nem szolgál a cikkben szereplő információk forrásmegjelöléseként.